# Colostygia nigra
Colostygia nigra är en fjärilsart som beskrevs av Louis Beethoven Prout 1904. Colostygia nigra ingår i släktet Colostygia och familjen mätare. Inga underarter finns listade i Catalogue of Life.